# Президентські вибори в Хорватії 1997
Президентські вибори в Хорватії 1997 року — другі вибори Президента Хорватії після проголошення незалежності на яких було переобрано чинного Президента Хорватії Франьо Туджмана.
Підсумкові результати хорватських президентських виборів 1997 року
| Франьо Туджман — Хорватська демократична співдружність | 1 337 990 | 61,41 |
| Здравко Томац — Соціал-демократична партія Хорватії    | 458 172   | 21,03 |
| Владо Готовац — Хорватська соціал-ліберальна партія    | 382 630   | 17,56 |
| Всього (явка 54,62%)                                   | 2,218,448 | 100,0 |
| Недійсних голосів                                      | 39,656    |       |
| Всього виборців                                        | 4,061,479 |       |
| Джерела: Державна виборча комісія                      |           |       |